# Јован Данић
Јован Данић (Беогад, 13. август 1854 — Београд, 20. октобар 1924) био је лекар, први српски неуропсихијатар.
Студирао је право на Великој школи у Београду, а студије медицине у Цириху, Вирцбургу и Паризу. Током српско турског рата 1876 — 1878, био је лекар зајечарског гарнизона. По окончању рата прелази за шефа одељења у Војној болници у Београду, да би 1881. прешао у Душевну болницу, чији је управник постао 1886. Пензионисан је 1911. године.
Био је председник Главног санитетског савета, дугогодишњи председник Српског лекарског друштва и Лекарске коморе за Србију, Војводину и Срем. Објавио је низ чланака, реферата и приказа у Српском архиву и Народном здрављу а превводио је позната медицинска дела, од којих је назначајније Систем хигијене професора Рајха. Аутор је студије О душевном болу и књиге Геније и лудило. Књигу „Душевне болести у Србији“ написао је у сарадњи М. Цвијетићем.